# Neobathiea hirtula
Neobathiea hirtula är en orkidéart som beskrevs av Joseph Marie Henry Alfred Perrier de la Bâthie. Neobathiea hirtula ingår i släktet Neobathiea och familjen orkidéer.
Artens utbredningsområde är Madagaskar.

## Underarter
Arten delas in i följande underarter:
- N. h. floribunda
- N. h. hirtula